# Лозенски манастир „Свети Спас“
Лозенският манастир „Свети Спас“ или „Възнесение Господне“ е български манастир, част от Софийската Мала Света гора.

## Местоположение
Разположен е на 5 км югоизточно от софийското село Долни Лозен (днес източната част на село Лозен), дълбоко в недрата на Лозенската планина под връх Половрак (1182 м), върху естествена тераса с прекрасен изглед към по-голямата част от Софийското поле.

## История

### Възникване и история
Основан в 13 век. Към края на 14 век, когато Урвичката крепост, Средец, а с това и цялата Софийска област падат под ятагана на османското нашествие, манастирът е разрушен. В периода 15-16 век той запустява окончателно, но през 17 век е отново възроден и както научаваме от някои достигнали до нас писмени паметници, като най-старият от тях е от 1671 г., в манастира се е намирало училище с даскал Яким от София, а учениците са били от София и софийските села. От други преписки научаваме, че в периода 1671 – 1694 г. там са се помещавали книжовна и калиграфска школа. В 1737 манастира става център на Въстанието на архиереите в Софийско и Самоковско. При подавянето му края на юли и началото на август 1737 г. по заповед на Али паша Кюпрюлюоглу са избити към 350 софийски граждани, свещеници, монаси и хора от околните села, включително Самоковския митрополит Свети Симеон Самоковски. След участието на неговите монаси във въстанието манастира „Свети Спас“ за пореден път е разрушен от турците.

### Възобновяване
През 1821 г. манастирът е възобновен отново върху старите си основи. Изградена е едноапсидна, еднокорабна манстирска църква „Свето Възнесение Господне“ с размери 7 на 14 м. За това и за следващите преустроявания на манастирската църква през 19 век научаваме от надписа над главната врата на храма:
| „ | Во славу Свети Троици создан бил тоя храм от старо нов 1821 лето, като дошел отец Игумен Кирияк монах, родом от Враца, отново го създал с настояние и иждивление свое в лето 1847. А сега 1868 развали свода и созда трите кубета и го изгради втори път на 1869 лето | “ |

Трите големи купола, които били изградени върху старата цилиндрична постройка от майстора Цвятко Тодоров от радомирското село Жабляно и стоят до днес непокътнати, са били нещо твърде необичайно за тогавашната сакрална архитектура по нашите земи.
От друг надпис по-долу се разбира, че през 1869 г. самоковският живописец Никола Иванов Образописов с помощниците си Христаки Захариев Зографски и Димитър Христов Дупничанина изографисват за втори път църквата и трите купола. Стенописите, които са запазени и до днес в относително добро състояние, привличат поклонници и посетители с богатата си цветова гама и художествено майсторство, което от своя страна прави манастира изключително ценен паметник на българската култура и изкуство. Друг интересен факт свързан със стенописите е, че никъде другаде в Софийско не са изобразени в един храм толкова много български светци и исторически личности. Наред с евангелските сцени Никола Образописов изрисува и образите на светиите Кирил и Методий, Михаил Воин, епископ Марко, Иван Рилски, Евтимий Търновски, Онуфрий Габровски, Константин Софийски и на свързаните с живота на българите Св. Петка и Св. Неделя. Интерес представляват също така както изключително реалистичният ктиторски портрет на игумен Кирияк от 1868 г. така и иконата на Св. мъченик Йоан Владимир Дуклянски, сръбски княз, женен за дъщерята на цар Самуил, Косара, починал през 1016 г.
Според преданията на местните хора манастирът „Свети Спас“ е бил средище на националноосвободителното движение, като в него е отсядал дори и Васил Левски. Около Освобождението към него е било изградено училище с няколко големи стаи и отделно помещение за учителя. До 1900 г. манастирът е бил мъжки, а след това се преобразува в женски.

### Състояние на манастира в наши дни
Една от най-дългослужещите монахини в обителта е близо стогодишната игуменка майка Доменика. Под нейно ръководство са реставрирани едно от жилищните крила, монашеските килии и двуетажната гостоприемница, а един от съществувалите по-рано няколко параклиси бива възстановяван. Майка Доменика почина в Господа през 2007 г., а към датата 16 март 2009 г. манастирът се стопанисва от игумения майка Агатия, която създаде място изпълнено с любов и гостоприемство.
На 13. септември 2020г. умира и майка Агатия.
На реставрирания и отново поставен в църквата стар олтар могат да се видят възстановените оригинални икони от периода 1850 – 1890 г. Стенописите, намиращи се в трите купола, са също реставрирани. Цялата външна западна фасада е била покрита с фрески, които са почти напълно заличени.
Мананстирът се намира сред гъста дъбова гора, в близост до него има няколко извора със студена планинска светена вода и както вече беше споменато, от двора му, обсипан през топлите сезони с цветя, се открива прекрасна панорамна гледка към Софийското поле. Това, а и фактът, че от Долни Лозен (10 км от София) се достига до него пеша за около час, а с кола по относително добър черен път за около 15 минути, го прави предпочитано и приятно място за излет.
Днес, манастирът се стопанисва от игумения Теодора (с духовна майка Агатия), и монахините Анисия, Агатия (нова), Анастасия и Алексия.
В манастира се извършват редица ремонтни дейности като продължава взъстановяването на стария параклис в чест на св. арх. Стефан, в главния храм "Възнесение Господне" - св. Спас, се извършват ежедневни богослужения.
Манастирът е отворен всеки ден от 09:00 до 17:30 ч.